# Dasyatis laevigata
Dasyatis laevigata е вид хрущялна риба от семейство Dasyatidae. Видът е почти застрашен от изчезване.

## Разпространение
Разпространен е в Провинции в КНР, Тайван и Япония.